# John Grisham
John Ray Grisham, Jr., född 8 februari 1955 i Jonesboro i Arkansas, är en amerikansk jurist och författare.
John Grisham tog examen som jurist år 1981 och var under tio år verksam som sådan i Southaven.
Första boken, Juryn, kom ut i USA år 1989, men det var med den andra, Firman, som succén var ett faktum. Sedan dess har namnet John Grisham varit synonymt med den juridiska thrillern och han har sålt fler än 275 miljoner böcker och översatts till ett fyrtiotal språk. Nio av böckerna har filmatiserats.